# Tourtière (plat)
Pour les articles homonymes, voir Tourtière.
La tourtière est une tarte à la viande issue des cuisines canadienne et québécoise, composée de porc, veau ou bœuf en cube et de pommes de terre. Du gibier est parfois utilisé. Une partie traditionnelle du repas du réveillon de Noël et du réveillon du nouvel an au Québec,. Elle est également populaire au Nouveau-Brunswick, et est vendue dans les épiceries du reste du Canada toute l'année.

## Histoire et variantes
La tourtière n'est pas exclusive au Québec, bien qu'elle y soit associée. Il s'agit d'un plat traditionnel.
C'est un plat québécois servi par des générations de familles canadiennes-françaises à travers le Canada et les régions limitrophes des États-Unis. Dans la région de la Nouvelle-Angleterre des États-Unis, en particulier dans le Maine, le Rhode Island, le Vermont, le New Hampshire et le Massachusetts (par exemple, Chicopee et Attleboro), les immigrants du Québec de la fin du XIXe et du début du XXe siècle ont introduit ce plat.
Il n'y a pas une seule garniture utilisée de manière correcte ; la viande dépend de ce qui est disponible dans la région. Dans les régions côtières, du poisson comme le saumon est couramment utilisé, tandis que le porc, le bœuf, le lapin et le gibier sont souvent inclus dans les terres. Le nom dérive du récipient dans lequel il était cuit à l'origine, une tourtière,,.
La tourtière du Lac-Saint-Jean est devenue le plat traditionnel et emblématique de la région du Saguenay–Lac-Saint-Jean, au Québec, depuis la Seconde Guerre mondiale, et elle a subi plusieurs métamorphoses.
Au XVIIIe siècle, le cipaille devient populaire auprès des colons français et britanniques, et il semble être « l'ancêtre direct de la tourtière du Lac-Saint-Jean. »
La tourtière a été qualifiée d'« exemple » de « cuisine sous l'occupation », une nourriture française par le biais des Britanniques, qui ont pris Québec en 1759.

## Typologie

### Saguenay–Lac-Saint-Jean et Québec maritime
Les tourtières de la région du Saguenay–Lac-Saint-Jean et de l'Est-du-Québec sont des tourtes à la viande à cuisson lente et profonde, faites à base de pommes de terres et de diverses viandes (incluant souvent du gibier) coupées en petits cubes.
Ailleurs au Québec et dans le reste du Canada, cette variété de tourtière est parfois appelée, en français et en anglais, tourtière du Lac-Saint-Jean, ou tourtière saguenéenne, pour la distinguer des variétés de tourtière avec viande hachée. Au Saguenay–Lac-Saint-Jean, cependant, les variétés de tourtière à la viande hachée sont généralement appelées « pâté à la viande », tandis que le nom « tourtière » est réservé exclusivement à leur variété locale.

### Montréal
La tourtière de Montréal est faite uniquement avec du porc finement haché (ce qui peut être difficile à trouver car la viande est souvent hachée trop grossièrement ailleurs). On ajoute de l'eau à la viande après l'avoir fait dorer, et la cannelle et les clous de girofle lui donnent une saveur particulière. Beaucoup de gens utilisent le ketchup comme condiment, mais la tourtière est aussi souvent consommée avec du sirop d'érable ou de la mélasse, ou des conserves d'airelles.
Bien qu'elle soit moins populaire que la tourtière originale et que la tourtière du Lac-Saint-Jean, cette version peut être trouvée couramment dans tout le Canada et ses environs.

### Manitoba
La tourtière fait partie intégrante des repas de fête des Canadiens français de Saint-Boniface, ainsi que des régions rurales francophones du Manitoba. La viande brunie est assaisonnée avec des combinaisons variables de sarriette, de muscade, de clous de girofle, de cannelle, de sel au céleri, de moutarde sèche, de sel et de poivre.

### Acadie
La tourtière acadienne, ou pâté à la viande, est un pâté de porc qui peut aussi contenir du poulet, du lièvre et du bœuf. Le pâté à la viande varie d'une région à l'autre au Nouveau-Brunswick, en Nouvelle-Écosse et à l'Île-du-Prince-Édouard. À Petit-Rocher et Campbellton, le plat est préparé dans de petites assiettes à tarte et connu sous le nom de « petits cochons ».